# Повітряні пірати
«Повітряні пірати» (рос. Воздушные пираты) — комедійний фільм 1992 року режисера Івана Горобця з Ігорем Шавлаком і Галиною Бєляєвою в головних ролях.

## Сюжет
Шеф авіаагентства віддає спецкоманді наказ не пити, не стояти на протягах і не мати контактів з дівчатами, бо хлопцям потрібно провести операцію з викрадення власного літака з метою виявлення слабких місць в авіаційних служб. Але в ході операції трапляється непередбачуване: літак захоплюють справжні терористи...

## Акторський склад
- Ігор Шавлак — Іван, член спецкоманди авіаагентства
- Галина Бєляєва — Галина Бабенко, стюардеса
- Олександр Панкратов-Чорний — член спецкоманди авіаагентства
- Наталя Хорохоріна — Аля, стюардеса
- Спартак Мішулін — шеф спецкоманди авіаагентства
- Володимир Самойлов — генерал-полковник військ ППО
- Віктор Іллічов — Гіббон, терорист
- Юрій Горобець — Володимир Васильович, начальник авіаслужби

Також у фільмі епізодичні ролі виконали: Ірина Аверьянова, Борис Боровський, Петро Бенюк, Евеліна Бльоданс, Марія Виноградова, М. Волкова, Віктор Гайнов, Федір Гаврилов, О. Денисова, Ігор Єфімов, Т. Зайцева, Олексій Залівалов, Олександр Ігнатуша, Тетяна Кравченко, Валентин Козачков, Олександр Казіміров, Віктор Лисенко, Ліля Максименко, Діана Мала, Ю. Монахова, Лев Поляков та інші.